# Sultanato di Fadhli
Il Fadhli (in arabo:فضلي Fadli), ufficialmente Sultanato di Fadhli (in arabo: السلطنة الفضلية Saltanat al-Fadli), fu un sultanato indipendente situato sulla costa meridionale della penisola arabica almeno dal XV secolo fino al 1967.

## Storia
Il Sultanato di Fadhli fu uno degli originali "Nove Cantoni" che firmarono accordi di protezione con il Regno Unito nei primi anni del XX secolo e che divennero parte del Protettorato di Aden.
Fu uno dei membri fondatori della Federazione degli Emirati Arabi del Sud nel 1959 e dell'entità che la seguì, la Federazione dell'Arabia Meridionale, nel 1963. La capitale del Fadhli era Shuqra, situata sulla costa del golfo di Aden, fino al 1962, quando la capitale amministrativa venne trasferita a Zinjibar, situata a circa 60 km a est di Aden, anche se la residenza del sultano rimase a Shuqra.
L'ultimo sultano, Nasser bin Abdullah bin Hussein bin Ahmed Alfadhli (السلطان ناصر بن عبدالله بن حسين بن أحمد الفضلي), fu deposto e lo stato abolito nel 1967 alla fondazione della Repubblica Democratica Popolare dello Yemen, che ora fa parte dello Yemen.

## Elenco parziale dei sultani[1][2]

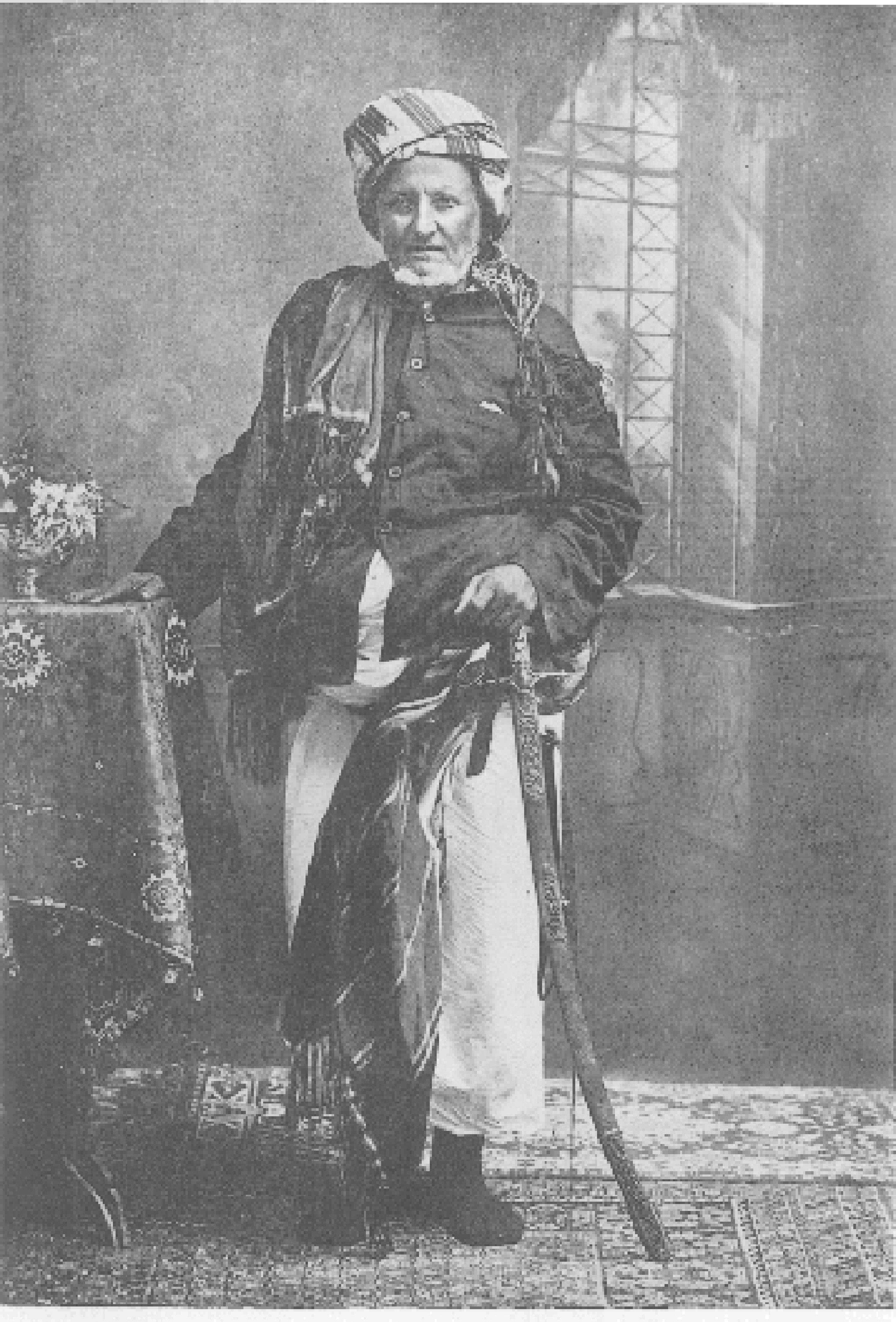
Il sultano Hussein bin Ahmed bin Abdullah

- Othman (`Uthman), regnava nel 1670
- Fadhl bin Othman (1670 - 1700)
- Ahmed bin Fadhl bin Othman (1700 - 1730)
- Abdullah bin Ahmed bin Fadhl (1730 - 1760)
- Ahmed bin Abdullah bin Ahmed (1760 - 1789)
- Abdullah (1789 - 1805)
- Ahmed bin Abdullah (1805 - 1819)
- Abdullah bin Ahmed bin Abdullah (1819 - 1828)
- Haydara bin Ahmed bin Abdullah (1870 - 1877)
- Hussein bin Ahmed bin Abdullah (1877)
- Ahmed bin Hussein bin Ahmed (1877 - 1907)[3]
- Hussein bin Ahmed bin Abdullah (1907 - 1924)
- Abdul Qadir bin Ahmed bin Hussein (1924 - 1927)
- Abdullah bin Hussein (1927 - 1929)
- Fadhl bin Hussein (1929 - 1933)
- Abdul Karim (1933 - 1936)
- Saleh bin Fadhl (1936 - 1941)
- Abdullah bin Othman (`Abd Allah ibn` Uthman) (1941 - 1962, abdicò)[4]
- Ahmed bin Abdullah (1962 - 1964 abdicò)[5]
- Nasser bin Abdullah bin Hussein bin Ahmed (1964 - 1967)[6]